# Stare Kaczkowo
Stare Kaczkowo (prononciation : [ˈstarɛ kat͡ʂˈkɔvɔ]) est un village polonais de la gmina de Brok dans le powiat d'Ostrów Mazowiecka de la voïvodie de Mazovie dans le centre-est de la Pologne.
Il se situe à environ 7 kilomètres au nord-est de Brok (siège de la gmina), 8 kilomètres au sud d'Ostrów Mazowiecka (siège du powiat) et à 86 kilomètres au nord-est de Varsovie (capitale de la Pologne).

## Histoire
De 1975 à 1998, le village appartenait administrativement à la voïvodie d'Ostrołęka.